# Endoxyla cinereus
Teigne des bois géante
Espèce
Synonymes
- Cossus cinereus Tepper, 1890
- Xyleutes boisduvali Rothschild, 1896
- Cossus cinerens Frogatt, 1907
- Xyleutes boisduvalli Froggatt, 1923

Endoxyla cinereus, la Teigne des bois géante, est une espèce de hétérocères (papillons de nuit) de la famille des Cossidae. On la trouve en Australie (Queensland, Nouvelle-Galles du Sud) et en Nouvelle-Zélande. 

## Taxonomie
L'espèce Endoxyla cinereus a été décrite pour la première fois en 1890 par l'entomologiste polonais Johann Tepper (d) (1841-1923) sous le protonyme Cossus cinereus.

## Description
C'est le papillon de nuit le plus lourd du monde, les femelles (deux fois plus grosses que les mâles) pouvant peser jusqu'à 30 g, et un des plus grands (après Thysania agrippina). Leur envergure atteint environ 23 à 25 cm. Un motif variable de gris clair et foncé ou de brun apparaît sur les ailes de cette espèce de papillon.
Les larves creusent dans les troncs des arbres du genre Eucalyptus pendant 2 à 3 ans. La nymphose a lieu dans le tunnel larvaire. Les adultes ne vivent que quelques jours et ne se nourrissent plus.

## Divers
Une rare observation contemporaine de ce papillon de nuit, dans une école en Australie, a été remarquée et choisie par une rédactrice en chef, et épinglée parmi les gros titres du New York Times le 8 mai 2021.